# Кузкі (Вармінсько-Мазурське воєводство)
Кузкі (пол. Kózki, нім. Kosken) — село в Польщі, у гміні Біла Піська Піського повіту Вармінсько-Мазурського воєводства.
Населення — 87 осіб (2011).

## Демографія
Демографічна структура станом на 31 березня 2011 року:
|          | Загалом | Допрацездатний вік | Працездатний вік | Постпрацездатний вік |
| -------- | ------- | ------------------ | ---------------- | -------------------- |
| Чоловіки | 48      | 12                 | 32               | 4                    |
| Жінки    | 39      | 11                 | 23               | 5                    |
| Разом    | 87      | 23                 | 55               | 9                    |